# 저스틴 구탕
저스틴 패짓 구탕(Justin Padgett Gutang, 1997년 1월 17일 ~ )은 필리핀의 농구 선수로 포지션은 스트레치 포이다 현재는 한국프로농구 서울 삼성 썬더스 소속으로 뛰고 있다

## KBL 리그 시절
2022년 아시아쿼터로 창원 LG 세이커스에 입단하였다.